# 八木ましろ
八木 ましろ（やぎ ましろ、1998年12月9日 - ）は、日本の女性声優、女優、ゲーム実況者。東京都出身。MILLENNIUM PRO所属。公式ファンクラブは「八木ましろFC (本物)」。ファンの呼称は「しぃ援隊」。

## 概要
小さい頃から「美少女戦士セーラームーン」や「リトル・マーメイド」などの作品に影響を受けて変身願望を強く抱いており、少年の声を女性が演じたり人間以外のキャラクターにもなれる声優という職業に憧れを抱いていた。
2018年9月2日、アニメ「けものフレンズ2」制作発表と同時に開催された「けものフレンズ新ユニットオーディション」に合格し、作品に登場するキャラクター カタカケフウチョウ 役で、2018年11月に『舞台「けものフレンズ」2～ゆきふるよるのけものたち～』で舞台デビュー、2019年1月にアニメ「けものフレンズ2」で声優デビューを果たした。同オーディションで共に合格者となった菅まどかとのけものフレンズ新ユニット「Gothic×Luck」として、「けものフレンズ2」のエンディングテーマを担当。2019年3月13日にデビューEP「Starry Story EP」でメジャー・デビュー。ライブなどの音楽活動を精力的に行う。しかしユニット相手である菅まどかの学業専念による芸能活動引退に伴い、2022年5月31日をもって「Gothic×Luck」の活動は終了した。
女優としては、演劇ユニット『メイホリック』主催の舞台「マジでトキメけ☆少女たち!!〜全国高校生エネルギッシュ選手権大会〜（2022年2月）」で主演：花形花子 役を演じる。その後も同ユニットの朗読劇「呪い喰らいの魔女（2022年5月）」で主演：呪い喰らいの魔女 役、同じく朗読劇「叶え屋『ソルシレーヴ』〜メリーバッドエンド〜（再演・2022年8月）」で主演：エマ 役を演じ、メイホリック作品3作連続で主演を務める。その他にも多数の舞台に出演している。
実写出演経験もあり、日本テレビのドラマ「カラフラブル ～ジェンダーレス男子に愛されています。～」 ではギャル 役、JRAのCM「ウマのそら。」シリーズではネイル客 役、アニメイトの商品注文パネル紹介動画などに出演している。
ゲーム実況者としては、Twitchにてエーペックスレジェンズを中心とした個人ゲーム実況『しぃゲー』を2019年12月から配信。2020年4月からはTwitchパートナーシッププログラムの参加条件を達成しTwitchパートナーとして活動。スポンサーの「スティールシリーズ（2020年5月～2022年12月）」「サイコム（2022年6月～）」の2社から提供された機材を使用している。また「スティールシリーズ」の公式番組「Radio SteelSeries」にMCとしてレギュラー出演（2020年2月～2022年12月）し、製品の紹介や実際に機材を使用したゲーム実況などを行っていた。2024年4月には、eスポーツ応援プロジェクト「声優e-Sports部」に第5期生として加入し、ゲーム配信やイベントに出演している。

## 略歴
2018年9月2日、アニメ「けものフレンズ2」の発表と同時に開催された『けものフレンズ新ユニットオーディション』の合格者となる。
2018年11月8日、『舞台「けものフレンズ」2～ゆきふるよるのけものたち～"PPPとマーゲイの回"』にカタカケフウチョウ 役で出演しデビュー。
2019年1月14日、アニメ「けものフレンズ2」放送開始、カタカケフウチョウ 役で出演し声優デビュー。
2019年3月13日、菅まどかとの声優ユニット「Gothic×Luck」として、デビューEP「Starry Story EP」をリリースしメジャー・デビュー。
2019年12月14日、ライブ配信プラットフォーム「SHOWROOM」にてゲーム実況配信を開始。
2019年12月24日、配信プラットフォームを「Twitch」に移行し、ゲーム実況配信『しぃゲー』を本格的に開始。
2020年2月28日、Twitchにて配信されているゲーミングデバイスメーカー「SteelSeries」の公式番組『Radio SteelSeries』の新MCに就任。
2020年4月25日、Twitchパートナーシッププログラムの参加条件を達成しTwitchパートナーとして活動開始。
2021年5月6日、日本テレビ「カラフラブル ～ジェンダーレス男子に愛されています。～」 第6話 ギャル 役でドラマ初出演。
2022年2月16日-20日、舞台「マジでトキメけ☆少女たち!! ～全国高校生エネルギッシュ選手権大会～」で初主演・花形花子 役を務める。
2022年5月6日、JRA「ウマのそら。-ヴィクトリアマイル編-」で実写CM初出演。
2022年5月31日、ユニット相手の菅まどかの学業専念による芸能活動引退に伴い「Gothic×Luck」としての活動を終了。
2022年12月10日、初の個人イベント「八木ましろ生誕祭2022〜はじめてのたんじょう会〜」を渋谷スターラウンジにて開催。
2024年1月18日、ファンプラットフォームサービス"Bitfun"にて公式ファンクラブ「八木ましろFC(本物)」を開設。
2024年4月30日、eスポーツ応援プロジェクト「声優e-Sports部」に第5期生として加入。

## 人物

### 生い立ち
名前は、冬生まれであることから雪を連想して「ましろ」に決定したという。愛称は「しぃちゃん」もしくは「ましろん」としている。
学生時代はバレー部に所属していた。ポジションはレフトでアタッカー。アタッカーではあるがフェイントやブロックを得意としていた。
尊敬する声優は林原めぐみ。理由は圧倒的な声と演技の素晴らしさ。

### 好物
好きな食べ物にはズッキーニ。また嫌いな食べ物はほぼ無くなんでも食べることが出来る。卵かけご飯が好きで、自身のTwitterにオリジナルレシピを投稿していたほど。知育菓子オタクを公言しており、様々な知育菓子を作りレビューを投稿していたこともある。一番好きな知育菓子はクラシエフーズの「グミつれた」。

### 趣味・特技
趣味・特技には資格を取ることと魚を捌くことを挙げている。資格は、秘書検定、マナー・プロトコール検定、日本語検定、華道、茶道などの資格を保有している。魚を捌けるのは、過去に飲食店で働いていた経験があるため。出演番組やツイートなどで調理の様子を披露している。イラストが得意であり、Gothic×Luckのグッズデザインとして八木ましろがイラストを描いたことがある。

### 好きなコンテンツ
アニメ・漫画のオタクであり、好きな作品は「黒執事」や「刀剣乱舞」など。アニメイトにも漫画の新刊やグッズを買いによく通っていた。ラブライバーでもあり推しは南ことり。ハリー・ポッターシリーズの大ファン。
好きな音楽のジャンルはボカロで、昔はそればかり聞いていたが、今ではYOASOBI、ずっと真夜中でいいのに。、ヨルシカ、などの曲も好んでいる。

### ゲーム
ゲームが大好きで、特に好きなゲームは「sky 星を紡ぐ子どもたち」「Identity V 第五人格」、他には「バイオハザード」「ポケモン」「NieR」シリーズなど。
「Identity V 第五人格」はシーズン2からのプレイヤーであり、ランク戦ではサバイバー最高段位"最高峰7段"に到達したこともある。推しキャラは"泣き虫（ロビー）"。第五人格の2.5次元舞台では"彫刻士（ガラテア）"役を務めている。
子供の頃は「オシャレ魔女♥ラブandベリー」をプレイしカードをたくさん集めていた。「白猫プロジェクト」は学生時代には朝から晩まで、授業中も隠れてプレイしていた。音ゲーマーでもあり「jubeat」「Pop'n music」「maimai」「初音ミク -Project DIVA-」「Dance Evolution」などにハマっていた。
ゲーム好きが高じて、2019年12月よりTwitchにてゲーム実況配信『しぃゲー』を開始し、「エーペックスレジェンズ」「Escape from Tarkov」「サイコブレイク」「デトロイト ビカム ヒューマン」「オリとくらやみの森」「Raft」「ヒューマン フォール フラット」などのタイトルをプレイしている。

## 出演
太字はメインキャスト。

### テレビアニメ
- けものフレンズ2（2019年、カタカケフウチョウ[27][28]）
- 恋と呼ぶには気持ち悪い（2021年、女性A）[29]

### Webアニメ
- ようこそジャパリパーク（2019年、パークスタッフA[30]）

### ゲーム
- 共闘ことばRPG コトダマン（2019年、カタカケフウチョウ[31]）
- ゴッタマゼイヤー（2019年、微笑みの博愛主義者サラ[32]）
- けものフレンズ３（2020年、カタカケフウチョウ[33]）

### 舞台

#### 2018年
- 舞台「けものフレンズ」2～ゆきふるよるのけものたち～（2018年11月8日 - 18日、品川プリンスホテル クラブeX）- カタカケフウチョウ 役[34]

#### 2020年
- 舞台「LIFE RESET?? 〜R-15plus〜」（2020年3月21日 - 29日、DDD青山クロスシアター ）[35] ※全公演中止[36]
- 人狼系推理バトル「レジスタンスイレブン～見えない敵を封鎖せよ～ / ガールズ版」（2020年6月10日 - 21日、TACCS1179）[37] ※全公演中止[38]
- 人狼系推理バトル「Zoom de レジスタンスイレブン～見えない敵を封鎖せよ～ / ガールズ版」（C・D：2020年6月29日 配信 / E・F：2020年7月6日 配信 、インベーダーショップ）[39]

#### 2022年
- メイホリックシアター07 舞台「マジでトキメけ☆少女たち!!〜全国高校生エネルギッシュ選手権大会〜」（2022年2月16日 - 20日、CBGKシブゲキ!!）- 主演・花形花子 役[40]
- メイホリックシアター08 朗読劇「呪い喰らいの魔女」（2022年5月4日 - 8日、アトリエファンファーレ高円寺）- 主演・呪い喰らいの魔女 役[41]
- カガミ想馬プロデュース 舞台「イリクラ2022 〜Iridescent Clouds〜」（2022年7月14日 - 19日、CBGKシブゲキ!!）- 卯月 役[42] ※全公演中止[43]
- メイホリックシアター09 朗読劇「叶え屋『ソルシレーヴ』〜メリーバッドエンド〜」再演（2022年8月9日 - 14日、BOX in BOX THEATER）- 主演・エマ 役[44]
- 爆走おとな小学生 第十八回全校集会 舞台「舞踏戦士オドルンZファイター」（2022年9月16日 - 19日、東京ドームシティ シアターGロッソ）- 白猫羅々 役[45]
- カガミ想馬プロデュース 舞台「彼らがパーカーに着替えたら」～Episode of イリクラ～（2022年11月23日 - 27日、バルスタジオ）- 珊瑚塚桃花 役[46]
- メイホリックシアター12 朗読劇「リトル・ノエル」（2022年12月21日 - 25日、新宿シアター・ミラクル）- 主演(第二幕)・椎名ルカ 役[47]

#### 2023年
- 舞台「おかしな転生～アップルパイは笑顔とともに～」（2023年3月8日 - 12日、CBGKシブゲキ!!）- ルミ 役[48]
- 舞台「気まぐれなクロノス」（2023年4月19日 - 23日、築地ブディストホール）- 主演・華蓮華めぐる 役[49]
- 爆走おとな小学生 第十九回全校集会 舞台「宇宙家族ヤマダさん～Super saiyAの逆襲～」（2023年5月31日 - 6月4日、こくみん共済 coop ホール / スペース・ゼロ）- Peach zoN 役[50]
- 朗読劇「キミに贈る朗読劇 『藍色ノスタルジー Vol.2』」（2023年6月8日 - 9日、Msmile BOX 渋谷）- ウミ 役[51]
- カガミ想馬プロデュース 舞台「イリクラ2023 〜Iridescent Clouds〜」（2023年7月13日 - 16日、六行会ホール）- 卯月 役[52]
- eeo Stage action 劇団MNOP#3 舞台「悪を絶って、愛と死す」（2023年7月26日 - 30日、CBGKシブゲキ!!）- 未来 役[53]
- メイホリックシアター14 舞台「マジでトキメけ☆少女たち!!〜全国高校生エネルギッシュ選手権大会〜」再演（2023年8月30日 - 9月3日、シアターサンモール）- 主演・花形花子 役[54]
- 朗読劇「キミに贈る朗読劇『灰桜色メモリー』」（2023年9月14日 - 15日、Msmile BOX 渋谷）- ナギサ 役[55]
- 爆走おとな小学生 第十六回課外授業 舞台「カルネアデスの感触」（2023年10月13日、コフレリオ新宿シアター）- 周防 役（日替わりゲスト）[56]
- メイホリックシアター15 舞台「マジでトキメけ☆少女たち!!〜ホシのミライ〜」（2023年11月8日 - 12日、CBGKシブゲキ!!）- 主演・花形花子 役[57]
- NOVA READING vol.3 朗読劇「アンシャンテ・ノエル」（2023年12月10日、Msmile BOX 渋谷）- ピケ 役[58]
- 恐竜擬人化プロジェクト-オワジュラ-転生第三弾 舞台「異世界転生したら大恐竜時代でオワタ。」（2023年12月22日、BOX in BOX THEATER）- ニジェールっぴ 役（日替わりゲスト）[59]

#### 2024年
- メイホリックシアター16 朗読劇「美術室に置き去りにされた天使」（2024年3月26日 - 31日、シアターサンモール）- スノーフレーク 役[60]
- 朗読劇「夢から醒めない夢を見よ。」（2024年4月9日、シアターサンモール）- とある女 役[61]
- 朗読劇「私の頭の中の消しゴム15th Letter」（2024年4月17日、よみうり大手町ホール）- 薫 役[62]
- 舞台「IdentityV STAGE Ep4『Phantom of The Monochrome』」（2024年5月30日 - 6月2日、 IMM THEATER・2024年6月6日 - 9日、ヒューリックホール東京）- 彫刻師（ガラテア）役[63]
- 爆走おとな小学生 第二十回全校集会朗読劇「初等教育ロイヤル」（2024年8月23日 - 8月24日、こくみん共済 coop ホール / スペース・ゼロ）- 佐藤さん[64]
- 朗読劇「キミに贈る朗読会『錆色オルゴール』」（2024年9月28日 - 29日、）- ウミ、ナギサ 役[65]
- 舞台「IdentityV STAGE Ep5『Break the Golden Night』」（2024年10月11日 - 20日、シアターH）- 彫刻師（ガラテア）役[66]
- 舞台「『けものフレンズ』JAPARI STAGE!〜きみのあしおとがまたきこえた〜」（2024年11月8日 - 17日、品川プリンスホテル クラブeX）- カタカケフウチョウ 役[67]

#### 2025年
- 私立探偵 濱マイク-遥かな時代の階段を-（2025年2月6日 - 11日、サンシャイン劇場 / 2月15日・16日、COOL JAPAN PARK OSAKA TTホール / 2月22日・23日、ウインクあいち） - 港のメリー 役[68]
- 超次元ミュージカル「ネプテューヌ」Re:BOOT!!（2025年10月1日 - 5日〈予定〉、六行会ホール） - ユニ 役[69][70]

### CM
- アニメイト
  - 「アニメイト通販」編（2020年）- ナレーション[71]
  - 「アニメイトゲームス プライズ」編（2020年）- ナレーション[72]
  - 「アニメイト新宿 移転リニューアル」編（2020年）- ナレーション[73]
  - 「作ってあそぼう!! アニメイト池袋本店」編（2022年）- ナレーション[74]
  - 「商品注文パネル～animate order～」操作方法 編（2022年）- ナレーション[75]
- JRA「ウマのそら。」※実写出演
  - 「ヴィクトリアマイル」編 （2022年）- ネイル客 役[76]
  - 「オークス」編（2022年）- ネイル客 役[77]
  - 「宝塚記念」編（2022年）- ネイル客 役[78]

### テレビドラマ
- カラフラブル～ジェンダーレス男子に愛されています。～ 第6話（2021年5月6日、読売テレビ）- ギャル 役[79]

### ラジオ
- esports land Radio (いーらじ) - 第4日曜日 パーソナリティ（2024年10月 - 、レインボータウンFM）[80]

### ストーリーブック
- ナゾトキストーリーブックVol.3「新・漂流教室の向こうへ」（2023年）- ナレーション[81]

### 紹介動画
- アニメイト
  - 「お会計をスムーズに！『商品注文パネル～animate order～』のご紹介！」（2022年、YouTube・アニメイト渋谷店 店内放送）[82]

### ミュージックビデオ
- SAKI「Days」（2020年）[83][84]

### 配信番組
- Radio SteelSeries（2020年2月28日[#27] - 2022年12月16日[#60] 、Twitch）- MC[85]

### 個人配信
- 八木ましろのゲーム実況配信「しぃゲー」（2019年12月14日 - 、Twitch）

### その他
- eスポーツ応援プロジェクト「声優e-Sports部」- 第5期生（2024年4月30日 - 、）[86]

## イベント

### 単独イベント
- 八木ましろ生誕祭2022〜はじめてのたんじょう会〜（2022年12月10日、渋谷スターラウンジ）[87]
- 八木ましろのBIRTHDAY & Xmas（2023年12月17日、新宿グレースバリ・ブラン）[88]
- 【昼公演】八木ましろの盛り上がらないライブ[89]・【夜公演】八木ましろの盛り上がるライブ[90]（2024年7月7日、日本橋PACMAN）

### オンライントーク
- ミレニアムプロ presents「1on1トーク会」（2021年3月6日、Google Meet）[91]
- 誕生日記念オンライントーク（2021年12月16日、Google meet）[92]
- 2021年振り返りオンライントーク（2021年12月30日、Google meet）[93]
- ミレニアムプロ presents オンライントークリレー [1周目]（2022年3月1日、Google meet）[94]
- ミレニアムプロ presents オンライントークリレー [11周目]（2022年10月20日、Google meet）[95]
- ミレニアムプロ presents オンライントークリレー [12週目]（2023年4月6日、Google meet）[96]
- 今年の目標を八木ましろが応援！1on1オンライン宣言会（2024年1月29日、Google meet）[97]

## ディスコグラフィ

### キャラクターソング
| 発売日         | 商品名                                          | 歌                                                                                         | 楽曲                                                                                      | 備考                                              |
| -------------- | ----------------------------------------------- | ------------------------------------------------------------------------------------------ | ----------------------------------------------------------------------------------------- | ------------------------------------------------- |
| 2019年5月29日  | ようこそジャパリパークへ 〜こんぷりーとべすと〜 | うぃあーふれんず！                                                                         | 「ようこそジャパリパークへ（ただいま ver.）」                                             | テレビアニメ『けものフレンズ2』エンディングテーマ |
| 2019年6月19日  | フレンズビート!                                 | カタカケフウチョウ（八木ましろ）とカンザシフウチョウ（菅まどか）                           | 「なぜなぜ？フォレストの旅」                                                              | テレビアニメ『けものフレンズ2』関連曲             |
| 2020年12月9日  | MIRACLE DIALIES                                 | オオフウチョウ（朴璐美）、カタカケフウチョウ（八木ましろ）、カンザシフウチョウ（菅まどか） | 「ゴクラク・ワールド」                                                                    | ゲーム『けものフレンズ3』関連曲                   |
| 2022年7月14日  | イリクラ2022 サウンドトラック                   | 卯月 / 望（八木ましろ）                                                                    | 「なないろ」「あかいいろ」「P.R.O.P（悪しき通過儀礼）」「VS NOZOMI」「Iridescent Clouds」 | 舞台「イリクラ2022 〜Iridescent Clouds〜」劇中曲  |
| 2022年11月26日 | 彼らがパーカーに着替えたら サウンドトラック     | 珊瑚塚桃花（八木ましろ）                                                                   | 「青春で何が悪い」「Why?」「鼓舞」                                                        | 舞台「彼らがパーカーに着替えたら」劇中曲          |

### ユニットメンバー
1. ↑  サーバル（尾崎由香）、キュルル（石川由依）、カラカル（小池理子）、かばん（内田彩）、オオセンザンコウ（小野早稀）、オオアルマジロ（本宮佳奈）、アライグマ（小野早稀）、フェネック（本宮佳奈）、PPP［イワトビペンギン（相羽あいな）、フンボルトペンギン（築田行子）、ロイヤルペンギン（佐々木未来）、コウテイペンギン（根本流風）、ジェンツーペンギン（田村響華）］、カタカケフウチョウ（八木ましろ）、カンザシフウチョウ（菅まどか）